# Orchesellaria mauguioi
Orchesellaria mauguioi är en svampart som beskrevs av Manier 1965. Orchesellaria mauguioi ingår i släktet Orchesellaria och familjen Asellariaceae.   Inga underarter finns listade i Catalogue of Life.